# 1re division française libre
Pour les articles homonymes, voir 1re division et DFL.
La 1re division française libre (1re DFL) fut la principale unité des Forces françaises libres (FFL) pendant la Seconde Guerre mondiale. Unité composée d'Européens et de soldats des colonies, citée quatre fois à l'ordre de l'armée entre 1942 et 1945, elle est, avec la 3e division d'infanterie algérienne (3e DIA), la division française la plus décorée de la Seconde Guerre mondiale.

## Dénominations successives
- 1940 : Corps expéditionnaire français libre ;
- 1941 : Brigade française libre d’Orient ;
- mai 1941 : 1re division légère française libre ;
- 20 août 1941 : Dissolution après la campagne de Syrie ;
- 24 septembre 1941 : regroupement des unités françaises libres du Moyen-Orient en 1re et 2e divisions légères françaises libres, chacune avec deux brigades ;
- décembre 1941 : la 1re DLFL, remaniée en 1re brigade française libre indépendante ou First Free French Brigade Group pour s'adapter à l'organisation militaire britannique, part pour le Western Desert ;
- 1942 : regroupement des deux brigades françaises libres indépendantes du Moyen-Orient ou Forces françaises du Western Desert, après le départ de la 2e brigade française libre indépendante du Levant en avril ;
- février 1943 : recréée sous le nom de 1re DFL, division à trois brigades (1re, 2e et 4e BFL) ;
- Après la réunification des deux armées françaises, le 1er août 1943, elle est officiellement renommée 1re division motorisée d'infanterie en vue de son intégration au Corps expéditionnaire français en Italie
- à partir du 1er mai 1944, la division est dénommée 1re division de marche d'infanterie (DMI). Les gaullistes continuent de l'appeler « 1re DFL »
- 15 août 1945 : dissolution de la 1re DMI

## Chefs de corps
- 1941 : colonel Magrin-Verneret dit Monclar :
- 15 avril 1941 - 21 août 1941 : général Legentilhomme ;
- Janvier 1943 - 16 mai 1943 : général de Larminat ;
- 1943 : général Kœnig ;
- 1er août 1943 : général Brosset ;
- 20 novembre 1944 : général Garbay.

## Seconde Guerre mondiale

### 1940
La 1re DFL fut officiellement formée le 1er février 1943 et dissoute le 15 août 1945, mais, pour ses vétérans, l'histoire de cette division d'infanterie commence dès l'été 1940.
À Londres, le 30 juin 1940, parmi les troupes ayant combattu en Norvège, 900 hommes de la 13e demi-brigade de légion étrangère, commandée par le lieutenant-colonel Raoul Magrin-Vernerey, et 60 chasseurs alpins font le choix de reprendre le combat. Des éléments d'une compagnie de chars de combat, des sapeurs, des artilleurs et des marins font de même ; ils constitueront le 1er régiment de fusiliers marins.
Au Moyen-Orient, 350 rebelles d'un bataillon cantonné à Chypre, emmené par le capitaine Jean Lorotte de Banes passent en Égypte britannique. Avec 120 hommes du capitaine Raphaël Folliot, qui ont quitté le Liban français le 27 juin, ils constituent le 1er bataillon d'infanterie de marine.
Ils sont rejoints par des légionnaires du 6e régiment étranger d'infanterie, des marins de l'escadre française d'Alexandrie et d'une partie d'un escadron de spahis marocains à cheval du 1er régiment de Spahis, commandé par le capitaine Paul Jourdier qui formera le 1er régiment de marche de spahis marocains.
En Afrique, une partie de la 31e batterie du 6e régiment d'artillerie de marine, stationnée à Bobo-Dioulasso, commandée par le capitaine Jean-Claude Laurent-Champrosay passe de la Haute-Volta en Côte-de-l'Or, puis au Cameroun pour former le 1er régiment d'artillerie coloniale.
Sous le nom de Corps expéditionnaire français libre, les troupes formées à Londres débarquent à Freetown, en Sierra Leone, et participent du 23 au 25 septembre 1940 à la tentative de débarquement à Dakar, avant d'être dirigées en octobre 1940 à Douala, au Cameroun, rattaché à la France libre. En novembre 1940, elles participent à la Campagne du Gabon, avant de rejoindre par voie maritime Durban en Afrique du Sud.

### 1941

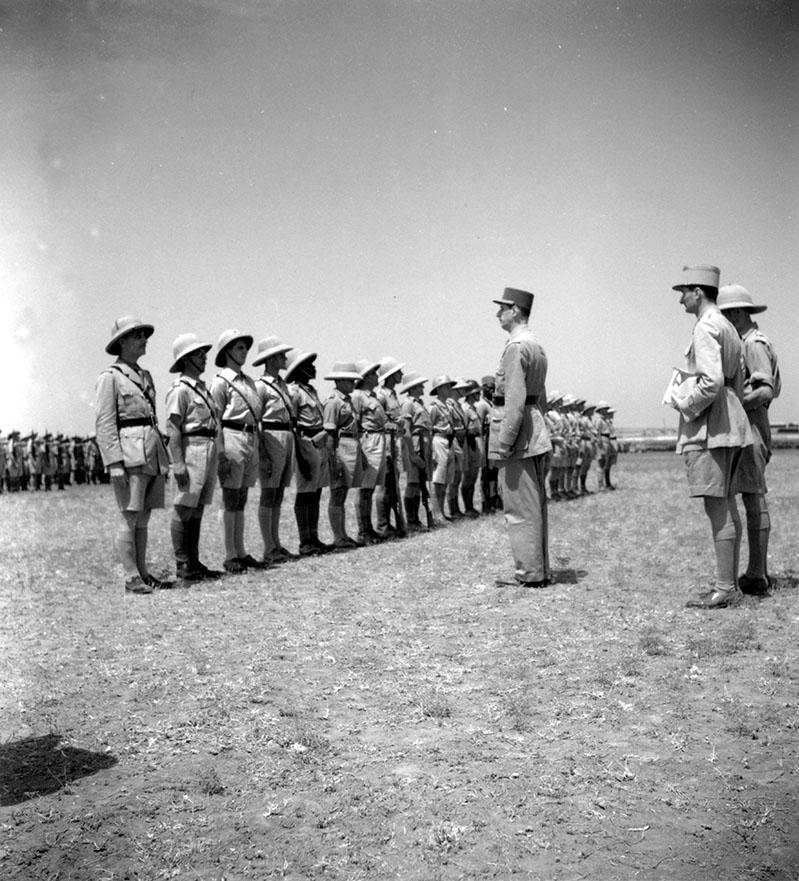
Charles de Gaulle remettant les croix de la Libération aux nouveaux Compagnons, à Qastina en Palestine mandataire, le 26 mai 1941.

Devenue brigade française libre d'Orient et commandée par le colonel Magrin-Vernerey dit Monclar, elle quitte Durban et débarque à Souakim pour prendre part à la campagne en Érythrée. La brigade est renforcée par le bataillon du Pacifique et par des troupes de l'Afrique française libre qui parties de Brazzaville sont passées à Bangui, Fort Lamy avant de rejoindre Khartoum et Souakim. La brigade est victorieuse à Kub Kub le 23 février 1941, puis lors de la bataille de Keren le 26 février et à Massaoua le 8 avril 1941.
C'est sous le nom de première division légère française libre et sous le commandement du général Legentilhomme qu'elle entre en Syrie en juin 1941. Les troupes sont acheminées en Palestine, à Quastina d'où elles partent combattre les forces françaises restées fidèles au régime de Vichy, alors que les Anglais lancent contre Rommel l'opération Brevity. La brigade entre victorieuse dans Damas le 21 juin 1941 puis continue son avancée sur Homs, Abou-Kamal et Alep avant de rejoindre Beyrouth et le Caire où elle est dissoute.
Elle renaît sous la forme de deux brigades françaises libres combattantes :
- La 1re brigade française libre indépendante avec à sa tête le général Koenig
- La 2e brigade française libre indépendante avec à sa tête le général Cazaud
- Une 3e brigade française libre indépendante qui restera au Liban français et en Syrie jusqu'à la fin de la guerre pour assurer la protection de ces pays.

### 1942

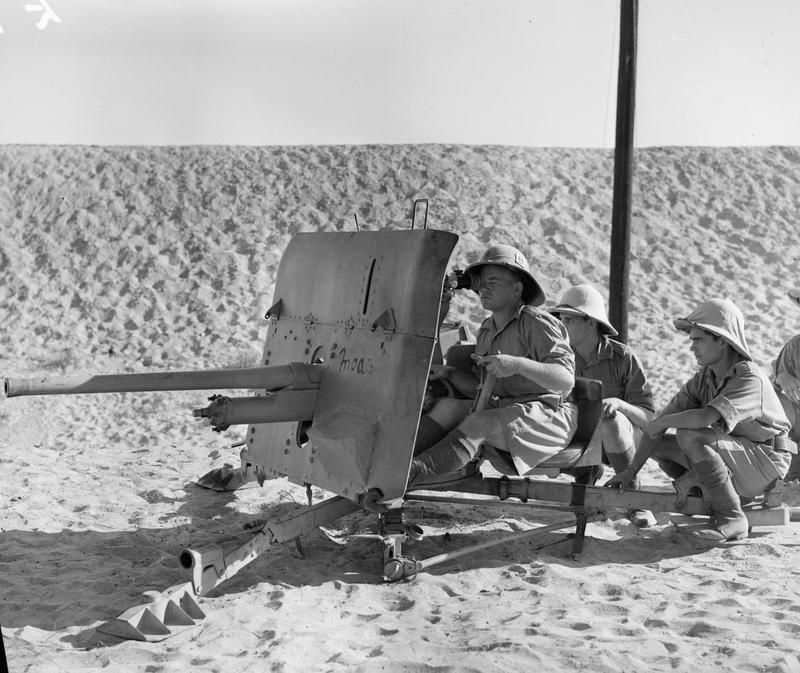
Un canon antichar Ordnance QF 2 pounder servi par des Français Libres en 1942.

Les deux brigades et la Free French Flying Column forment le Corps français du Western Desert au sein de la 8e armée britannique. La 1re BFL s'illustre à Bir Hakeim du 26 mai au 11 juin 1942, puis à la seconde bataille d'El Alamein en octobre-novembre 1942, ainsi que la 2e brigade qui y joue un rôle plus modeste[réf. nécessaire].

### 1943

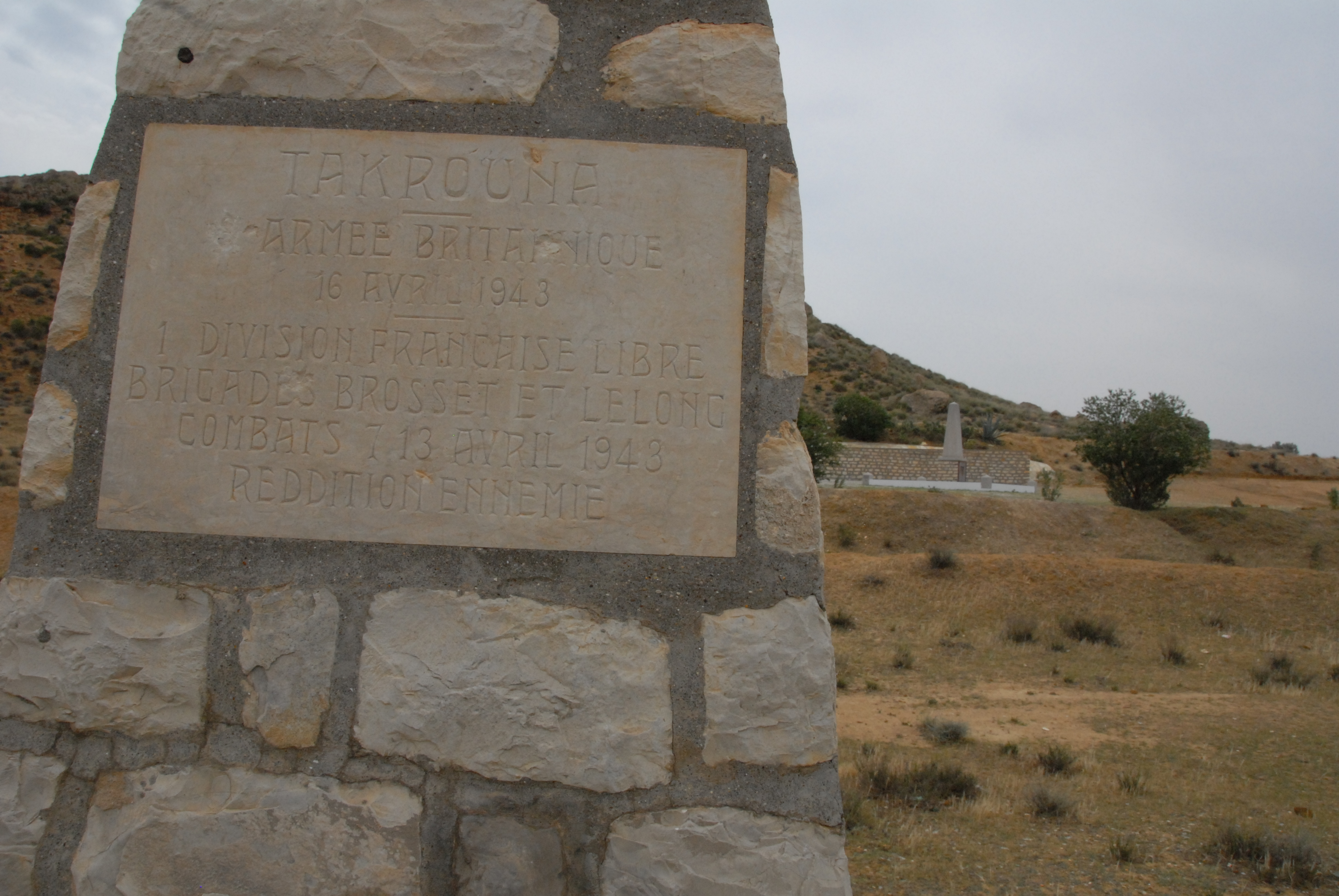
Mémorial à Takrouna.

Ces deux brigades sont réunies le 1er février 1943 dans la 1re DFL commandée par le général de Larminat. Renforcé par la 4e brigade venue de Djibouti, la 1re DFL participe à la fin de la campagne de Tunisie à Takrouna en mai 1943.
En juin 1943, de nombreux déserteurs affluent de l'armée d'Afrique pour s'engager dans ses rangs. Elle est alors renvoyée dans le désert de Libye pendant deux mois et demi, à la demande du général Giraud. La 2e DFL du général Leclerc subira le même sort.
Après la réunification des deux armées françaises, le 1er août 1943, elle est officiellement renommée 1re division motorisée d'infanterie en vue de son intégration au Corps expéditionnaire français en Italie, puis 1re division de marche d'infanterie à partir du 1er mai 1944. Toutefois, pour ceux qui la composent, et dans la plupart des ouvrages qui lui sont consacrés, elle continue à porter le nom de 1re DFL.

### 1944
Commandée par le général Diego Brosset, elle est intégrée au Corps expéditionnaire français et participe à la campagne d'Italie à partir d'avril 1944.
Avec l'Armée B, elle débarque en Provence le 15 août 1944 et participe à la libération de Toulon puis remonte le Rhône après avoir envoyé quelques escadrons en reconnaissance jusqu'à Montpellier. Lyon est atteint le 3 septembre.
À l'automne 1944, les FFI intégrés lors de l'amalgame à la 1re armée remplacent les 6 000 noirs de la division lors de ce qui fut appelé à l'époque le « blanchiment ».

### 1945
La division remonte ensuite jusqu'aux Vosges où le général Diego Brosset est tué accidentellement le 20 novembre 1944. Le général Pierre Garbay, qui lui succède, emmène sa division dans la campagne d'Alsace où elle joue, au début de janvier 1945, un rôle primordial dans la défense de Strasbourg (Opération Sonnenwende), avant de participer à la libération de Colmar. En mars 1945, elle quitte la garde du Rhin pour le front des Alpes, où elle s'empare du massif de l'Authion (Alpes du Sud), puis de Tende et de La Brigue et passe en Italie. Alors qu'elle marche sur Turin, elle est stoppée par la reddition de l'armée allemande d'Italie le 2 mai 1945.

## Hommages
Quarante-huit cimetières, abritant ses plus de 3 600 morts, jalonnent son itinéraire. Huit de ses unités ont été faites Compagnons de la Libération. Quatre de ses morts représentent les combattants en uniforme reposent au Mémorial de la France combattante au Mont Valérien, sous cette épitaphe : « Nous sommes ici pour témoigner devant l'Histoire que de 1939 à 1945 ses fils ont lutté pour que la France vive libre » :
- Caveau no 4 : Maboulkede (1921-1944) – Soldat au 24e bataillon de marche (BM 24). Tué à l'ennemi le 22 août 1944 à La Garde.
- Caveau no 8 : Georges Brière (1922-1944) – Matelot au 1er régiment de fusiliers marins. Tué à l'ennemi le 25 novembre 1944 à Giromagny, Territoire de Belfort.
- Caveau no 15 : Marius Duport (1919-1944) – Sous-lieutenant au 22e bataillon nord-africain (22e BMNA). Tué à l'ennemi pendant la campagne d’Italie, le 14 mai 1944 à San Clemente, Italie.
- Caveau no 16 : Antonin Mourgues (1919-1942) – Caporal-chef au Bataillon d'Infanterie de Marine et du Pacifique (BIMP). Tué à l'ennemi le 1er novembre 1942 à El Mreir, Égypte, au cours de la Seconde bataille d’El Alamein.

Des voies dans plusieurs villes de France ont été nommées en hommage à la Division comme le boulevard de la Première-Division-française-libre à Cannes.

## Pertes
Les pertes totales de la division durant la Seconde Guerre mondiale s'élèvent à 3 619 tués, dont 1 126 « Indigènes coloniaux » (31%), avec 2 400 tués (67 %) durant la période d'avril 1944 à mai 1945 :
| Année | Pertes des Européens |                | Pertes des coloniaux |                | Pertes totales |                | % de l’année | Nb de tués par mois |
| ----- | -------------------- | -------------- | -------------------- | -------------- | -------------- | -------------- | ------------ | ------------------- |
|       | Total                | dont Officiers | Total                | dont Officiers | Total          | dont Officiers |              |                     |
| 1940  | 8                    | 0              | 0                    | 0              | 8              | 0              | 0,19         | 1,3                 |
| 1941  | 200                  | 12             | 94                   | 0              | 294            | 12             | 8,07         | 24,5                |
| 1942  | 375                  | 28             | 195                  | 1              | 570            | 29             | 15,7         | 47,5                |
| 1943  | 137                  | 15             | 134                  | 1              | 271            | 16             | 7,48         | 22,6                |
| 1944  | 1 038                | 97             | 631                  | 2              | 1 669          | 99             | 46,1         | 139                 |
| 1945  | 735                  | 35             | 72                   | 1              | 807            | 36             | 22,5         | 161                 |
| Total | 2 493                | 187            | 1 126                | 5              | 3 619          | 192            | 100          |                     |

## Composition
Les listes ci-dessous donnent les noms des unités ayant appartenu à la 1re DFL en 1944.

### Unités de combat

#### Infanterie

##### 1rebrigade
- 1er bataillon de la 13e demi-brigade de Légion étrangère[15] (DBLE)[16]
- 2e bataillon de la 13e demi-brigade de Légion étrangère[15] (DBLE)[16]
- 22e bataillon de marche nord-africain (22e BMNA)[16]

##### 2ebrigade
- Bataillon de marche no 4[16]
- Bataillon de marche no 5[16]
- Bataillon de marche no 11[16], constitué en Syrie en 1941 du dédoublement du BM 1

##### 4ebrigade
- Bataillon de marche no 21, constitué après le ralliement de Djibouti[16]
- Bataillon de marche no 24 (même origine que le BM 21)[16]
- Bataillon d'infanterie de marine et du Pacifique[15] (BIMP), issu du regroupement du 1er bataillon d'infanterie de marine et du bataillon du Pacifique no 1 après la bataille de Bir Hakeim

#### Autres armes
- 1er régiment de fusiliers marins[15], comme unité de reconnaissance[16]
- 21e groupe antillais de DCA, constitué à partir du bataillon de marche antillais no 1
- 1er régiment d'artillerie des forces françaises libres (RAFFL)[15]
- 1er régiment de marche de spahis marocains[15] (affecté à la colonne Leclerc durant la campagne de Tunisie puis dans la 2e DB)
- Compagnie de Quartier général no 50 (et 51, 52)[réf. nécessaire]
- 101e compagnie auto (et 102e, 103e, 105e[réf. souhaitée])[17]
- 1er bataillon de transmissions[18]
- 9e compagnie de réparation divisionnaire[19] (et ateliers lourds 1, 2 et 3)[réf. nécessaire]
- 1er détachement de circulation routière[18]
- Prévôté[réf. nécessaire]
- Groupe d'exploitation divisionnaire (intendance)[20]
- Ambulance Hadfield-Spears[18]
- Ambulance chirurgicale légère[18]

##### Autres unités ayant fait partie de la division avant 1944
- Bataillon de marche no 1[8]. Avec la DFL, il participe aux campagnes du Gabon, d'Érythrée et de Syrie[réf. nécessaire]. Il a ensuite participé aux campagnes du Fezzan et de Tunisie avec la colonne Leclerc avant qu'hommes et officiers soient répartis entre diverses unités en 1943
- Bataillon de marche n° 2[15], rattaché à la 3e brigade française indépendante du colonel de Tournadre, en Syrie, en juillet 1942, puis envoyé à Madagascar et en AEF
- Bataillon de marche no 3[8], dissous en 1942
- Bataillon de marche n° 22[8], venu de Djibouti en 1943
- 1er bataillon d'infanterie de marine[8], fusionné avec le BP 1 dans le BIMP
- Bataillon du Pacifique no 1[8], fusionné avec le 1er BIM dans le BIMP
- 1re compagnie autonome de chars de combat[8], devenue 501e RCC[15] dans la 2e DB
- 2e régiment d'artillerie coloniale[8]

#### Autres unités ayant fait partie de la division après 1944
- 11e régiment de cuirassiers, comme régiment d'infanterie après septembre 1944[16]

## Décorations
La division a été citée quatre fois à l'ordre de l'armée (26 juin 1942 après la bataille de Bir Hakeim ; 27 janvier 1945 pour l'Italie et les Vosges ; 16 mars 1945, pour ses combats en Alsace ; 7 juillet 1945, pour la campagne de l'Authion) et ses principaux régiments ont obtenu la fourragère récompensant au moins deux citations à l'ordre de l'armée.
- Fourragère avec olive aux couleurs du ruban de la Médaille militaire et de la Croix de guerre 1939-1945 (4-5 citations à l'ordre de l'armée)
  - 13e demi-brigade de Légion étrangère
  - Bataillon d'infanterie de marine et du Pacifique
  - 1er régiment de fusiliers marins
- Fourragère avec olive aux couleurs du ruban de la croix de guerre 1939-1945 (2-3 citations à l'ordre de l'Armée)
  - Bataillons de marche no 2
  - Bataillons de marche no 5